# Megumi Ogawa
Pour les articles homonymes, voir Ogawa.
Megumi Ogawa (小川 恵, Ogawa Megumi), est une joueuse internationale de football japonaise.

## Biographie
Le 17 décembre 2000, elle fait ses débuts dans l'équipe nationale japonaise contre les États-Unis.

## Statistiques
Le tableau ci-dessous présente les statistiques de Megumi Ogawa en équipe nationale
| Équipe du Japon | Équipe du Japon | Équipe du Japon |
| Année           | Matchs          | Buts            |
| --------------- | --------------- | --------------- |
| 2000            | 1               | 0               |
| Total           | 1               | 0               |